# 藤原勤子
藤原 勤子（ふじわら の いそしこ／きんし、生年不明 - 大同4年6月12日（809年7月27日））は、奈良時代後期から平安時代初期にかけての女官。姓は朝臣。官位は尚膳・従三位。

## 生涯
記録に現れるのは、光仁朝の宝亀6年（775年）6月、無位から従五位下を授けられたとあるのが最初。その後宮での出世は同じ女官の藤原春蓮と歩調を合わせており、桓武朝の天応元年（781年）11月、延暦4年（785年）正月、同5年（786年）正月、同8年（789年）正月と、ともに昇叙されている。
その後はしばらく記録が途絶えているが、平城朝の大同3年（808年）11月、正四位上から従三位に昇叙され、嵯峨朝の大同4年（809年）6月、尚膳従三位で薨去したとある。

## 官歴
『六国史』による
- 宝亀6年（775年）6月14日：従五位下
- 天応元年（781年）11月20日、従五位上
- 延暦4年（785年）正月9日：正五位下
- 延暦5年（786年）正月19日：正五位上
- 延暦8年（789年）正月27日：従四位下
- 時期不詳：正四位上・尚膳
- 大同3年（808年）11月19日：従三位
- 大同4年（809年）6月12日：薨去